# Robert Collett
Robert Collett (Kristiania, 2 dicembre 1842 – Kristiania, 27 gennaio 1913) è stato uno zoologo norvegese.
Il suo oggetto di studio furono i vertebrati, soprattutto i pesci. A partire dal 1864 divenne curatore del Museo Zoologico di Oslo. Nel 1882 ne divenne direttore e dal 1884 vi svolse anche l'attività di professore. Alcuni pesci ne commemorano il nome ed egli stesso ne descrisse molte nuove specie.
Robert Collett era il figlio maggiore di Peter Jonas e Camilla Collett. Tra i suoi zii materni vi erano Oscar ed Henrik Wergeland, mentre tra quelli paterni vi era Peter Severin Steenstrup. Aveva tre fratelli più piccoli. Non si sposò mai.
| Collett è l'abbreviazione standard utilizzata per le specie animali descritte da Robert Collett. Categoria:Taxa classificati da Robert Collett |